# لورنز اسگنیون
لورنز اسگنیون (انگلیسی: Lorenz Assignon؛ زادهٔ تاریخ ورودی نامعتبر است) بازیکن فوتبال است.
از باشگاه‌هایی که در آن بازی کرده‌است می‌توان به باشگاه فوتبال باستیا و باشگاه فوتبال رن اشاره کرد.